# Віадук Мудна
Віадук Мудна —  залізнична естакада, що простягається через затоку Мудна і його долину на Північному кінці гори Шунемунк у Корнуоллі, штат Нью-Йорк, поблизу селища Солсбері Міллз .

## Значення
Міст був побудований між 1906 і 1909 роками залізницею Ері як частина вантажної обхідної дороги Грема і був відкритий для використання в січні 1909 року. Естакада охоплює долину на 3200 футів (975 м) і має висоту 193 фути (59 м) у найвищій точці, що робить її найвищою та найдовшою залізничною естакадою на схід від річки Міссісіпі . Крім долини внизу, віадук перетинає дві дороги (Оттеркілл-Роуд і Оррс-Міллс-Роуд), Мудна-Крік і нині покинуту філію Ері залізниці в Ньюбургу. Відкрита конструкція естакади була використана для зниження опору вітру і є основною причиною того, що естакада все ще використовується сьогодні.

## Поточне використання
Віадук простягається через приміську лінію Metro-North 's Port Jervis і вантажні потяги Norfolk Southern. Станція Metro-North Salisbury Mills–Cornwall розташована біля північного кінця віадука. Влітку 2007 року заміна деревини на віадуці спричинила затримки на лінії через повільні замовлення на ній і вимагала призупинення роботи у вихідні дні. Станом на жовтень 2009 року тривав ремонт кількох бетонних опор. Зараз рух транспорту залишається безперервним.
Це також туристична визначна пам'ятка невеликого містечка Солсбері Міллз. Під мостом перетинаються дві головні дороги (головна — Маршрут округу Ориндж 94). Віадук дає змогу побачити вражаючий пейзаж, якщо дивитися з боку Оррс-Міллс-роуд і Джексон-авеню за містом. Міст часто фотографується під час осіннього сезону листя.

Віадук Moodna можна впізнати, як захоплюючу особливість, у фільмі 2007 року Майкл Клейтон та у фільмі 2020 року Половина .

## Галерея

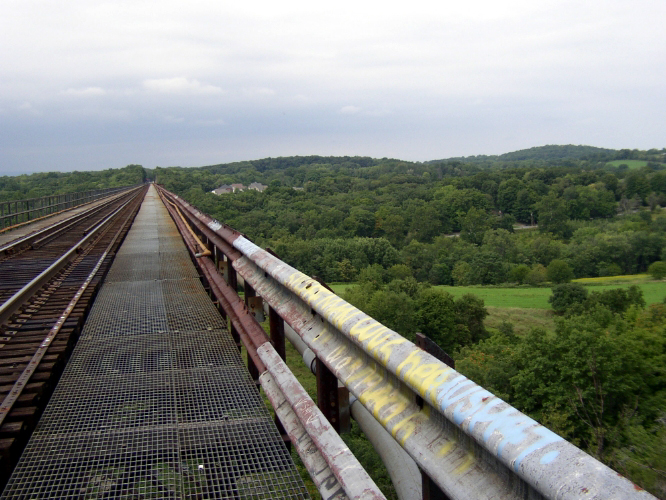
Оглядова точка по всій довжині віадуку Мудна з одного з кінців.
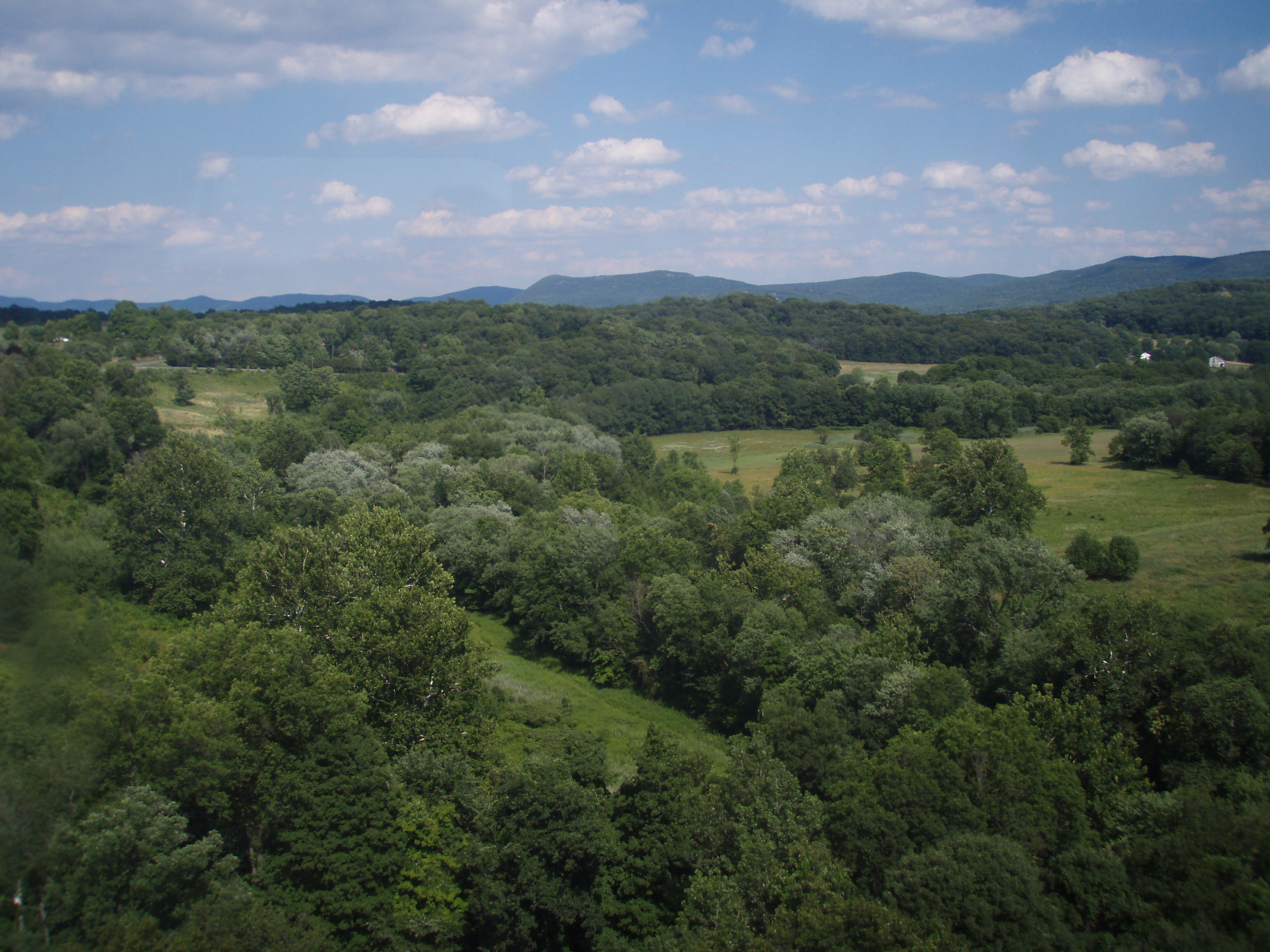
Вид з віадука Мудна на схід.